# ファイ 悪魔に育てられた少年
『ファイ 悪魔に育てられた少年』（ファイ あくまにそだてられたしょうねん、原題：화이: 괴물을 삼킨 아이）は、2013年公開の韓国映画。デビュー作『地球を守れ！』で第40回大鐘賞新人監督賞を受賞したチャン・ジュナン監督によるサスペンス・アクション。5人の犯罪者によって育てられた少年・ファイを撮影当時15歳のヨ・ジングが演じ、第33回韓国映画評論家協会賞新人男優賞や第34回青龍映画賞新人男優賞を獲得した。

## あらすじ
ソクテ（キム・ユンソク）をリーダーとする5人の殺人強盗集団によって犯罪のスキルを叩きこまれて育った17歳の少年・ファイ（ヨ・ジング）は強盗殺人の現場へと連れだされて都市開発の立ち退きに応じない男性の暗殺を強要されるが、そこで自らの出生に関する秘密を知ることとなる。

## キャスト
- ファイ：ヨ・ジング
- ソクテ：キム・ユンソク
- キテ：チョ・ジヌン
- ジンソン：チャン・ヒョンソン（朝鮮語版）
- ドンボム：キム・ソンギュン
- ボムス：パク・ヘジュン（朝鮮語版）
- ヨンジュ：イム・ジウン（朝鮮語版）
- ジョンミン：キム・ヨンミン（朝鮮語版）
- ヨギュン：ナム・ジヒョン
- イム・ヒョンテク：イ・ギョンヨン（朝鮮語版）
- ヒョンテクの妻：ソ・ヨンファ（朝鮮語版）
- チョン・スンギ会長：ムン・ソングン
- パク・チウォン：ユ・ヨンソク

## 受賞

### 2013年度
- 第34回青龍映画賞：新人男優賞（ヨ・ジング）
- 第34回青龍映画賞：音楽賞（モグ）
- 第33回韓国映画評論家協会賞：新人男優賞（ヨ・ジング）
- 第21回大韓民国芸能大賞：新人男優賞（ヨ・ジング）
- 第10回ディレクターズ・カット・アワード：新人男優賞（ヨ・ジング）
- 韓国映画俳優協会 スターの夜：人気賞（ヨ・ジング）
- 第5回今年の映画賞：新人男優賞（ヨ・ジング）
- 第3回マリ・クレール映画祭：パイオニア賞（チャン・ジュナン）